# Joseph d'Eymar
Joseph d'Eymar, né en 1532 et mort à Bordeaux le 3 janvier 1592 après trente-six ans de magistrature, est un homme de loi français, maire de Bordeaux de novembre 1575 à juillet 1577.

## Biographie
Joseph est fils d'Étienne d'Eymar, conseiller au Parlement de Bordeaux, et de Beatrix de Louppes de Villeneuve. 
Il suit les traces de son père, qui en fait son héritier universel et auquel il succède au Parlement de Bordeaux. Il en devient le président avant 1575.
En 1576, le roi Henri III fait élire par les jurats un nouveau maire : Joseph d'Eymar est choisi, avec le soutien du Parlement mais contre l'avis de la noblesse de Guyenne. 
Joseph a à faire face aux guerres de Religion. Pour payer les soldats qui assurent la défense de la ville il décide de mettre en vente le titre de bourgeois ; quelques marchands portugais profitent de l'opportunité.
Il est député aux États généraux de Blois en 1576. Il est anobli en 1577.
Joseph meurt sans enfant de son épouse Anne Gay (ou de Guay) le 3 janvier 1592.